# Spoorlijn Oldenburg - Brake
De spoorlijn Oldenburg - Brake, ook wel Gummibahn genoemd, was een spoorlijn tussen Oldenburg en Brake in de Duitse deelstaat Nedersaksen. De lijn is aan het einde van de 19e eeuw aangelegd door de Großherzoglich Oldenburgische Eisenbahn (G.O.E.). De spoorlijn 1501 was onder beheer van Deutsche Bahn.
De bijnaam Gummibahn was het gevolg van het veengebied tussen de halte Ipwege en de halte Großenmeer waar de lijn slechts tegen hoge kosten kon worden aangelegd. Het leek hier alsof de trein op een laag rubber reed.

## Geschiedenis
Het traject van Oldenburg naar Brake werd als verbindingslijn in 1896 aangelegd. Wegens de slechte ondergrond werd het traject op 1 mei 1896 geopend en uitsluitend voor personenvervoer gebruikt. Vanaf 1 juni 1896 werd beperkt goederenvervoer toegelaten. In 1961 werd het personenvervoer stilgelegd.
Wegens werkzaamheden aan de Huntebrücke in het traject van Hude naar Nordenham-Blexen werd er in 1972 en in 1976 wegens werkzaamheden omgereden via dit traject.